# Вероника саянская
Вероника саянская (лат. Veronica sajanensis) — многолетнее травянистое растение, вид рода Вероника (Veronica) семейства Подорожниковые (Plantaginaceae).

## Распространение и экология
Эндемик Саян. В Восточном Саяне отмечен только в западной оконечности: Манское и Кутурчинское белогорья, Агульские белки (в районе пика Грандиозный), в верховьях рек Мана, Шинда, Шаровары, Джадеба, Кулеж. В Западном Саяне — на хребтах Кулумыс, Ойском, Ергаки, Араданском, Шандын, в верховьях рек Большой Кебеж, Оленья Речка, Оя, Нижняя Буйба, Ус, Сыстиг-Хем. На западе ареал ограничен рекой Енисей, на севере и востоке — хребтами Восточного Саяна в пределах Красноярского края, на юге — северной Тувой.
Произрастает в лишайниковой тундре, на альпийских и субальпийских лугах, по берегам рек, заболоченным участкам.

## Ботаническое описание
Корневище длинное, деревянистое; корни тонкие, многочисленные.
Стебли крепкие, прямые, высотой 50—70 см, слегка четырёхгранные, густо опушённые членистыми длинными волосками, простыми и преимущественно в верхней части железистыми.

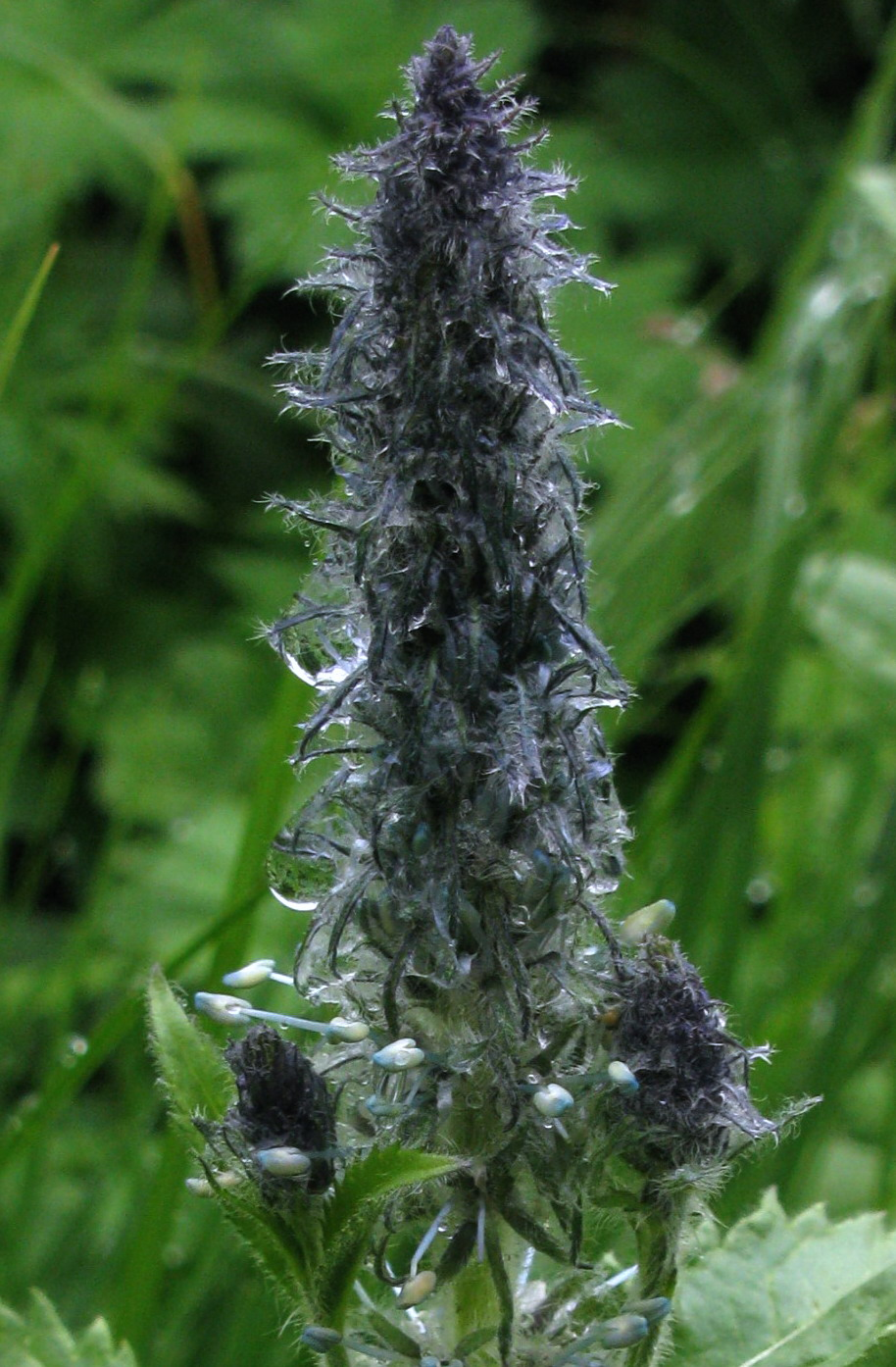
Соцветие вероники саянской. Западный Саян, парк "Ергаки"

Листья супротивные или тройчатые, сидячие, длиной 5—7 (до 9) см, шириной 2—2,5 см, продолговато-ланцетные, верхние оттянутые и длинно заострённые, по краю заострённо и изогнуто пильчатые, иногда почти двоякопильчатые, к основанию округлые, с обеих сторон скудно волосистые и железистые. Нижние листья более менее уменьшенные, переходящие постепенно в чешуевидные.
Соцветие — конечная кисть, часто простая, прямостоячая, длиной 9—10 см и шириной 1—1,5 см, цилиндрическая, густая и многоцветковая; цветоножки длиной 1—1,5 мм; прицветники линейные, равны чашечкам или длиннее их, нижние много длиннее. Чашечка четырёхраздельная; доли, чашечки равные, очень узкие, почти линейные, длиной 5—6 мм, островатые, густо и длинно волосисто-войлочные; венчик бледно-синий, с короткой трубкой, очень глубоко рассечённый на четыре узкие, линейно-клиновидные лопасти, постепенно суженные к верхушке; верхняя лопасть о трех жилках, наиболее широкая, три нижние более сросшиеся у основания, с одной ясно выраженной жилкой. Тычинок две, иногда до пяти штук, почти вдвое длиннее чашечки, выставляются из венчика.
Коробочка сплюснутая с боков, округлая или широкоэллиптическая, на верхушке слабо выемчатая, длиной около 3 мм, густо и длинно-волосистая. Семена длиной около 0,75 мм и шириной около 0,25 мм, яйцевидные, выпуклые.

## Таксономия
Вид Вероника саянская входит в род Вероника (Veronica) семейства Подорожниковые (Plantaginaceae) порядка Ясноткоцветные (Lamiales).
|  |                                      |  |                                                             |                                                             |                          |  | ещё 21 семейство (согласно Системе APG II) | ещё 21 семейство (согласно Системе APG II) |                       |  |  |  | ещё от 300 до 500 видов |
|  |                                      |  |                                                             |                                                             |                          |  | ещё 21 семейство (согласно Системе APG II) | ещё 21 семейство (согласно Системе APG II) |                       |  |  |  | ещё от 300 до 500 видов |
|  |                                      |  |                                                             | порядок Ясноткоцветные                                      |                          |  |                                            |                                            | род Вероника          |  |  |  |                         |
|  |                                      |  |                                                             | порядок Ясноткоцветные                                      |                          |  |                                            |                                            | род Вероника          |  |  |  |                         |
|  | отдел Цветковые, или Покрытосеменные |  |                                                             |                                                             | семейство Подорожниковые |  |                                            |                                            | вид Вероника саянская |  |  |  |                         |
|  | отдел Цветковые, или Покрытосеменные |  |                                                             |                                                             | семейство Подорожниковые |  |                                            |                                            |                       |  |  |  |                         |
|  |                                      |  | ещё 44 порядка цветковых растений (согласно Системе APG II) | ещё 44 порядка цветковых растений (согласно Системе APG II) |                          |  |                                            | ещё 90 родов                               | ещё 90 родов          |  |  |  |                         |
|  |                                      |  |                                                             | ещё 44 порядка цветковых растений (согласно Системе APG II) |                          |  |                                            |                                            | ещё 90 родов          |  |  |  |                         |